# Abolicionismus

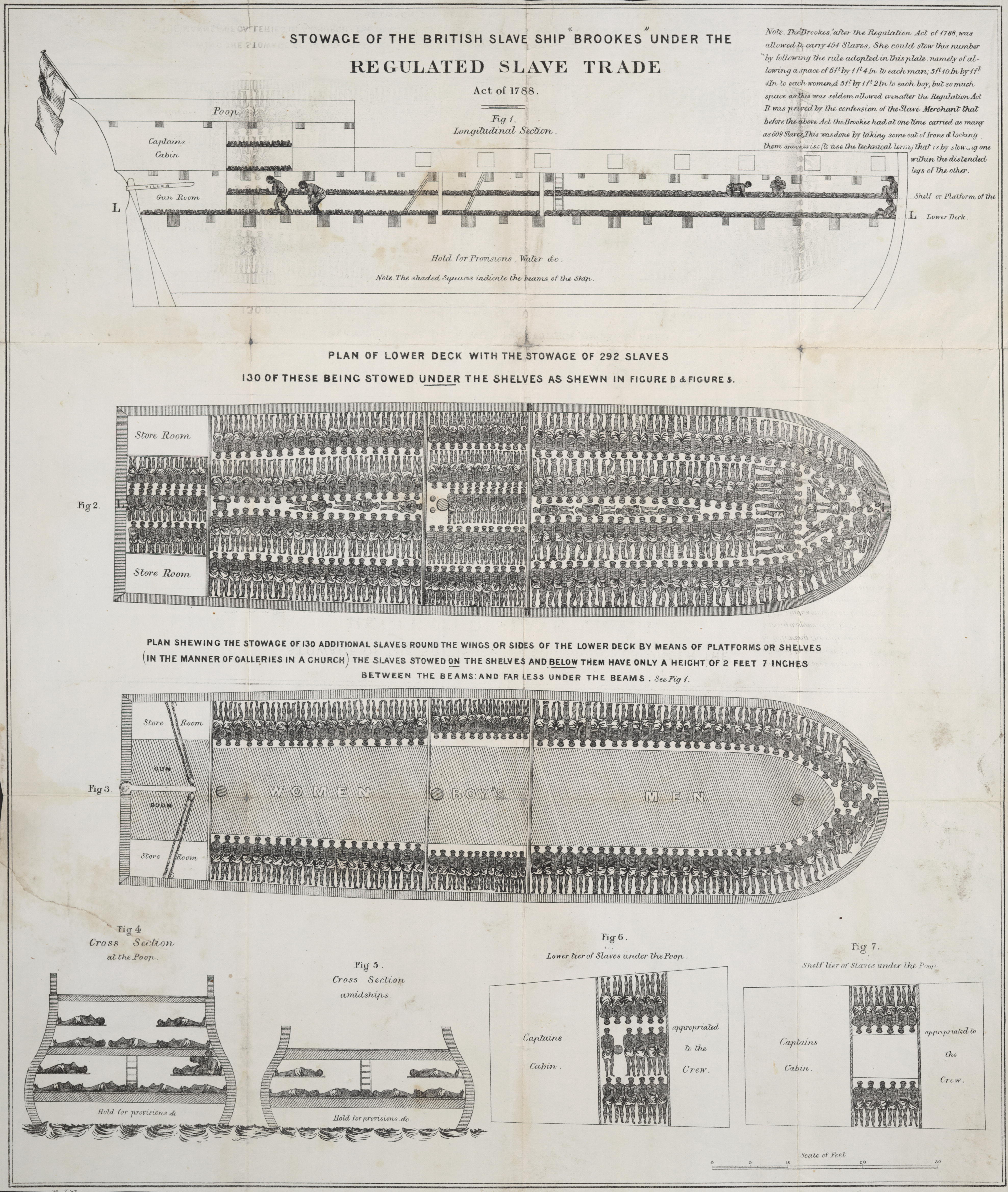
Plakát zobrazující podmínky při převozu otroků z Afriky do Ameriky, který burcoval veřejnost v Anglii a USA proti obchodu s otroky

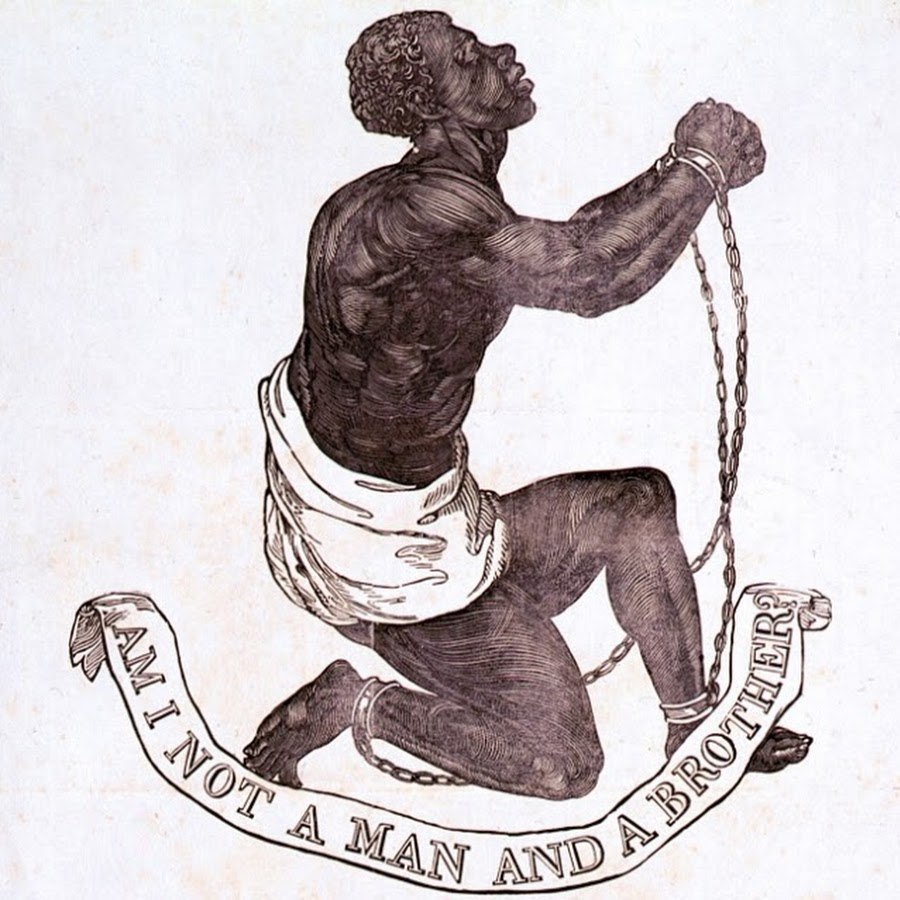
Nejsem muž a bratr? (Am I Not a Man and a Brother?) Medailon vytvořený pro kampaň za zrušení otroctví kterou vedl Angličan Josiah Wedgwood, 1787

Jako abolicionismus (z lat. abolitio – zrušení) bývá označováno hnutí usilující o zrušení nějakého zákona nebo ustanovení. Označuje se tak zejména anglo-americké hnutí, jehož hlavním cílem bylo v 19. století zrušení otroctví a obchodu s otroky.

## Historie
Afričtí otroci se objevovali v USA již od dob kolonizace amerického kontinentu v 17. století, jejich postavení však připomínalo spíše postavení smluvního služebníka. Teprve v dalších dvou staletích se jejich postavení zhoršilo a stali se majetkem bez jakýchkoliv práv. Také původní zvyk, že pokřtěný otrok se stává svobodným, postupně mizí. V době vzniku nezávislých Spojených států bylo mezi intelektuální elitou pod vlivem osvícenských rovnostářských myšlenek všeobecně očekáváno, že otroctví samo brzy vymizí (gradualismus), při tvorbě ústavy však pro potřebu Sněmovny reprezentantů byla stanovena hodnota otroka na 3/5 hodnoty člověka-občana. Po napoleonských válkách však hospodářský význam otroctví prudce vzrostl a ve 30. letech 19. století přijímají otroctví na Jihu za své také intelektuálové a začínají jej bránit. V důsledku napětí okolo otroctví došlo v USA k občanské válce a v roce 1863 prezident Lincoln otroctví zrušil.
První systematické snahy o osvobození černých otroků je možno datovat do 17. století a jsou spojeny s náboženským společenstvím zvaným Společenství přátel, všeobecně známým spíše pod názvem kvakeři. Jejich vliv byl však velmi omezený a tak první velká vlna abolicionismu přichází v době amerického boje o nezávislost a má spíše osvícenské kořeny než křesťanské. V této době vznikají první abolicionistické společnosti, snažící se urychlit zánik instituce otroctví, a to především na Jihu Spojených států. Během války za nezávislost také řada otroků získala za vojenské služby svobodu nebo utekla na Sever a vznikl tak fenomén masové existence svobodných černochů na Severu. Tato skutečnost brala vítr z plachet těm, kteří se domnívali, že černoši nejsou schopni žít svobodně a potřebují nad sebou dohled. Tato první vlna abolicionismu vedla k rušení otroctví v severních státech USA, na Jihu však neměla téměř žádný vliv a to především z obavy z krvavého povstání černochů, jak se tomu stalo například ve francouzské Haiti v roce 1791.
Na přelomu 20 a 30. let 19. století lze datovat vznik druhé velké abolicionistické vlny v USA. Tentokrát se centrem abolicionistických aktivit stal Sever USA a také tento tlak, do velké míry vnímaný jako vnější, zapříčinil zánik starších abolicionistických společností na Jihu, poslední z nich je zrušena v roce 1834. Od tohoto roku se abolicionistický boj začíná nebezpečně identifikovat s geografickou hranicí přítomnosti otroctví v USA. Tato vlna oživení protiotrokářských aktivit měla příčinu v několika procesech probíhajících od počátku století. Prvním a důležitějším z nich byla řada křesťanských probuzení, nejvíce spojovaných se jménem Charlese G. Finneyho. Mnoho žáků skončilo ve službách abolicionismu. Druhou velkou ideovou zásobárnou pro abolicionistické bojovníky byla humanitární či filantropická hnutí snažící se např. o zakládání škol, reformu vězeňství, různá mírová hnutí apod.
Za symbolické datum počátku masového útoku proti instituci otroctví je považován rok 1831, kdy William Lloyd Garrison (1805–1879), zástupce osvícensko-humanitního proudu v abolicionizmu 30. let, začal vydávat svůj časopis The Liberator. Ve stejném roce se zasloužil o založení protiotrokářské společnosti v Nové Anglii a po roce 1833 začal spolupracovat s bratry Tappany, kteří v tomto roce založili Americkou protiotrokářskou společnost, která abolicionistická hnutí ve Spojených státech sjednotila. Podporou začínajícím společnostem byly i zkušenosti zahraničních, především britských, abolicionistů, kterým se v roce 1833 podařilo přesvědčit parlament, aby zrušil otroctví na území britských kolonií v Americe. Abolicionisté bojovali proti otroctví ideově – politickým lobbingem a pořádáním přednášek a veřejných disputací, ale také prakticky – například vybudováním systému dobrovolníků, jež pomáhali otrokům v útěku na Sever – tzv. podzemní železnice.
Tyto snahy však vedly k rozdělení společnosti v USA. Prvním znakem rozpadající se Unie bylo rozdělení církví ve 40. letech 19. století. Politické napětí se prohloubilo ve střetech o rovnováhu svobodných a otrokářských států v Unii, při přijímání dalších států. Po vítězství Republikánské strany v prezidentských volbách vypukla občanská válka a porážka Konfederace států, jež byly otrokářské byla koncem instituce otroctví v USA.

## Známí američtí abolicionisté
Benjamin Franklin, John Brown, Frederick Douglass, Henry David Thoreau, Ralph Waldo Emerson, Silas Soule, Harriet Beecher Stoweová, Henry Ward Beecher, Levi Coffin, Benjamin Lundy, Calvin Fairbank, Amos Noë Freeman, Thomas Garret, William Lloyd Garrison , Samuel Clemens, Julia Wardová Howeová, Samuel Gridley Howe, Elijah Lovejoy, James Russell Lowell, Maria White Lowell, Lucretia Mottová, Wendell Phillips, Gerrit Smith, Lysander Spooner, Elizabeth Cady Stantonová, Sojourner Truth, Harriet Tubmanová, Arthur Tappan, Theodore Dwight Weld, Angelina Emily Grimke, Ernestine Rose.

## Známí angličtí abolicionisté
William Wilberforce, Thomas Clarkson, John Wesley, Granville Sharp, Bishop Beilby Porteus, Hannah More, Thomas Day, Josiah Wedgwood.

## Známí francouzští abolicionisté
Charles Martial kardinál Lavigerie